# Championnats d'Europe de ski-alpinisme
Les Championnats d'Europe de ski-alpinisme sont des championnats européens pour des équipes nationales de ski-alpinisme depuis 1992, et se courant tous les 2ans, en alternance avec les Championnats du monde. Ces championnats possèdent un classement hommes et femmes.
Les premiers championnats ont été sanctionnés par le Comité international de ski-alpinisme de compétition (CISAC). Après que le CISAC a fusionné avec l'International Council for Ski Mountaineering Competitions (ISMC) de l'Union internationale des associations d'alpinisme (UIAA), les compétitions se sont courues tous les 2 ans sous l'effigie[pas clair] de l'ISCM. Depuis 2008, quand l'ISMC a fusionné avec l'International Ski Mountaineering Federation (ISMF), ces championnats sont sous l'effigie[pas clair] de l'ISMF.

## Championnats d'Europe depuis 1999
- Championnats d'Europe de ski-alpinisme 2001:
  - Par équipes Séniors: 27 janvier 2001, à la Miage-Contamines-Somfy aux Contamines France[3]
  - Individuel: 4 mars 2001, à Jaca en Espagne
  - Par équipes Juniors et Espoirs : April 1, 2001, à Adamello en Italie[4]
- Championnats d'Europe de ski-alpinisme 2003, 28 au 30 mars 2003, aux Tatras en Slovaquie
- Championnats d'Europe de ski-alpinisme 2005, 1er au 5 mars 2005, en Andorre
- Championnats d'Europe de ski-alpinisme 2007, 24 au 28 mars 2007, à Avoriaz et Morzine en France
- Championnats d'Europe de ski-alpinisme 2009, 19 au 24 février 2009 à Alpago et Tambre en Italie
- Championnats d'Europe de ski-alpinisme 2012, 4 au 10 février 2012, Pelvoux, Massif des Écrins, France